# Mi a manó (film)
A Mi a manó (eredeti cím: Elf) 2003-ban bemutatott, Will Ferrell főszereplésével készült fantasy-vígjáték, amit az Egyesült Államokban november 3-án mutattak be. Magyarországon DVD-n jelent meg. A bemutató hétvégén viszonylag jól teljesített, hiszen 33 millió dollárt gyűjtött az időszakban.
A film rendezője Jon Favreau, producere Jon Berg, Todd Komarnicki és Shauna Robertson, zeneszerzője John Debney, írója David Berenbaum, a gyártó pedig a New Line Cinema és a Guy Walks Into a Bar Productions volt.
A cselekmény Télapó egyik manója történetét követi, aki megtudja, hogy igazából nem is manó, hanem ember, ezért útra kel New Yorkba, hogy megkeresse vér szerinti családját, ami lényegében az édesapját jelenti.

## Cselekmény
|  | Alább a cselekmény részletei következnek! |

Miután véletlenül az Északi-sarkon köt ki, Kópét Manó Papa neveli fel, de mivel két méter magas, el kell fogadnia, hogy kilóg a kistermetű manók közül. Manópapa közli vele a hírt, ezután pedig Kópé úgy dönt, megkeresi az igazi családját. New Yorkban megtalálja az édesapját, aki viszont egyáltalán nem tud Kópé létezéséről, és már családot alapított. Nagyon nehéz elfogadnia, hogy a jelmezes férfi a fia lehet. Eközben Kópé megpróbál beilleszkedni az emberek közé New Yorkban, de ez nagyon nehezen megy, mert számára minden rózsaszín, és úgy viselkedik mint egy óvodás. Megpróbálja megszerettetni magát az apjával, aki a felesége bátorítása után megengedi, hogy a családjához költözzön. Walter, Kópé apjának még meg kell birkóznia a munkahelyi problémákkal is ezen pedig nem nagyon segít a fia gyerekes viselkedése. Kópé elmegy a plázába, ahol megismerkedik Jovie-val, egy csinos lánnyal, akivel Michael, Walter másodszülött fia segítségével elmennek randizni, el is csattan az első csók. Kópé boldogan osztaná meg örömét az apukájával munkahelyén, az Empire State Buildingben, de Walter csúnyán elküldi, ezért a fia világgá akar menni. Amikor Michael is elmegy az apjához, hogy elmondja neki, hogy Kópé elment, Walter a gyerekét választja a nagyon fontos munkahelyi tárgyalás helyett, aminek Michael nagyon örül, hiszen az apja nagyon kevés időt tölt otthon feleségével és fiával. Megtalálják Kópét, és pont akkor zuhan le a Télapó is a szánjával, mert már senki sem hisz a Télapóban. Kópé megszereli a szánt, de még hiányzik valami, a hit. De Télapónak és Kópénak muszáj menekülniük, hiszen üldözik őket a lovas rendőrök, akik a Central Parkot védik. A téren, a Central Park közelében Jovie elkezd énekelni a tömegnek, akik a lezuhant Télapó és a kivonult híradó miatt gyűltek össze. Egyre többen énekelnek, és a hitmérő maximális hitet jelez, ezért a Télapó fel tud szállni. A záró képsorokból tudhatjuk meg, hogy Jovie-nak és Kópénak gyermeke született.
|  | Itt a vége a cselekmény részletezésének! |

## Szereposztás
| Karakter                 | Színész          | Magyar hang     |
| ------------------------ | ---------------- | --------------- |
| Kópé                     | Will Ferrell     | Kerekes József  |
| Walter                   | James Caan       | Bács Ferenc     |
| Manópapa                 | Bob Newhart      | Csuha Lajos     |
| Télapó                   | Edward Asner     | Pálfai Péter    |
| Emily                    | Mary Steenburgen | Andresz Kati    |
| Jovie                    | Zooey Deschanel  | Juhász Réka     |
| Michael                  | Daniel Tay       | Baradlay Viktor |
| A Gimbel menedzsere      | Faizan Love      | Szatmári Attila |
| Miles Finch              | Peter Dinklage   | Bolla Róbert    |
| Deb                      | Amy Sedaris      |                 |
| Fulton                   | Michael Lerner   | Uri István      |
| Morris                   | Andy Richter     | Kardos Róbert   |
| Eugene                   | Kyle Gass        |                 |
| Télapó a Gimbelben       | Artie Lange      | Kapácsy Miklós  |
| Leon, a hóember (hangja) | Leon Redbone     |                 |
| Jegesmedvebocs (hangja)  | Ray Harryhausen  |                 |
| Dr. Leo                  | Jon Favreau      |                 |

## A magyar változat
- Magyar szöveg: Speier Anna
- Hangmérnök: Papp Zoltán István
- Gyártásvezető: Szőke Szilvia
- Zenei munkatárs: Pesti Zsuzsanna
- Produkciós vezető: Legény Judit
- Szinkronrendező: Somló Andrea

A magyar változatot a Warner Home Video megbízásából a Laborfilm Szinkronstúdió készítette.

## Díjak és jelölések
| Év   | Díj                                 | Kategória                                                                           | Jelölt                 | Eredmény |
| ---- | ----------------------------------- | ----------------------------------------------------------------------------------- | ---------------------- | -------- |
| 2004 | ASCAP Awards                        | A legtöbb bevételű filmek                                                           | A film                 | Elnyerte |
| 2004 | Golden Trailer Awards               | Legjobb vígjáték                                                                    | A film                 | Elnyerte |
| 2004 | Nickelodeon Kids’ Choice Awards     | Kedvenc film                                                                        | A film                 | Jelölve  |
| 2004 | MTV Movie Awards                    | Legjobb komikus alakítás                                                            | Will Ferrell           | Jelölve  |
| 2004 | Phoenix Film Critics Society Awards | Legjobb élőszereplős családi film és Korábban megjelent zenék legjobb felhasználata | A film                 | Jelölve  |
| 2004 | Satellite Award                     | Legjobb fiataloknak szóló DVD                                                       | A film                 | Jelölve  |
| 2004 | Teen Choice Awards                  | Kedvenc film – Vígjáték és Kedvenc filmszínész – Vígjáték                           | A film és Will Ferrell | Jelölve  |

## Fogadtatás
A Mi a manó nem hozott osztatlan sikert magával, de összességében nem kapott rossz kritikákat. Ebből látszik, hogy a Metacritic weboldalon a kritikusok értékelése 64 pont (a 100-ból), míg a felhasználóké 8,7 (a 10-ből). A Rotten Tomatoeson is hasonlók az értékelések: Az úgynevezett Tomatometer 84 százalékra ítéli, a felhasználók pontozásának összegzése szerint az értékelők 78 százaléka kedveli a filmet. Az Internet Movie Database-en 230 830 felhasználó szavazott, az eredmény pedig 7,0 pont lett.

## Bemutató más országokban
| Ország                  | Cím | Bemutató                            |
| ----------------------- | --- | ----------------------------------- |
| Kanada                  | Le lutin (Francia cím)                                                                                       | 2003. november 7.                   |
| Egyesült Királyság      | - | 2003. november 14. (London)         |
| Izland                  | Álfur | 2003. november 14.                  |
| Puerto Rico             | - | 2003. november 14.                  |
| Új-Zéland               | - | 2003. november 20.                  |
| Olaszország             | Elf – Un elfo di nome Buddy                                                                                  | 2003. november 21.                  |
| Ausztrália              | - | 2003. november 27.                  |
| Kolumbia                | - | 2003. november 28.                  |
| Egyesült Királyság      | - | 2003. november 28.                  |
| Írország                | - | 2003. november 28.                  |
| Portugália              | Elf – O Falso Duende                                                                                         | 2003. november 28.                  |
| Franciaország           | Elfe | 2003. december 3.                   |
| Brazília                | Um Duende em Nova York                                                                                       | 2003. december 5.                   |
| Szingapúr               | - | 2003. december 5.                   |
| Fülöp-szigetek          | - | 2003. december 10. (Manila)         |
| Argentína               | Elf, el duende                                                                                               | 2003. december 11.                  |
| Németország             | Buddy – Der Weihnachtself                                                                                    | 2003. december 11.                  |
| Egyesült Arab Emírségek | - | 2003. december 12.                  |
| Ausztria                | - | 2003. december 12.                  |
| Chile                   | - | 2003. december 12.                  |
| Spanyolország           | Elf | 2003. december 12.                  |
| Görögország             | Το ξωτικό των Χριστουγέννων és To xotiko ton Hristougennon (transliterált ISO-LATIN-1 cím) és Elf (TV-s cím) | 2003. december 12.                  |
| Libanon                 | - | 2003. december 12.                  |
| Peru                    | - | 2003. december 12.                  |
| Thaiföld                | - | 2003. december 12.                  |
| Tajvan                  | - | 2003. december 12.                  |
| Dél-Afrika              | - | 2003. december 12.                  |
| Panama                  | - | 2003. december 17.                  |
| Fülöp-szigetek          | - | 2003. december 17.(Davao)           |
| Hollandia               | - | 2003. december 18.                  |
| Bolívia                 | - | 2003. december 19.                  |
| Uruguay                 | Elf, el duende                                                                                               | 2003. december 19.                  |
| Venezuela               | - | 2003. december 19.                  |
| Belgium                 | - | 2003. december 24.                  |
| Mexikó                  | - | 2003. december 24.                  |
| Bahrein                 | - | 2003. december 31.                  |
| Szlovénia               | Škrat | 2004. február 14.                   |
| Észtország              | Päkapikk | 2004. február 27.                   |
| Cseh Köztársaság        | Vánocní skrítek                                                                                              | 2004. március 4.                    |
| Oroszország             | Эльф | 2004. március 18.                   |
| Ukrajna                 | Ельф | 2004. március 19.                   |
| Kuvait                  | - | 2004. március 19.                   |
| Indonézia               | - | 2004. április 2.                    |
| Egyiptom                | - | 2004. június 16.                    |
| Svédország              | - | 2004. december 8. (DVD megjelenés)  |
| Dél-Korea               | - | 2004. december 15.                  |
| Finnország              | Elf | 2005. november 23. (DVD megjelenés) |
| Japán                   | - | 2005. december 9. (DVD megjelenés)  |

## Filmzene
A Mi a manó című film zenéjét John Debney írta, és Eddy Arnold, Les Baxter, Zooey Deschanel,  Ferrante & Teicher,  Ella Fitzgerald,  Lena Horne,  Eartha Kitt,  Billy Preston,  Louis Prima,  Leon Redbone,  Jim Reeves és  Brian Setzer adják elő. A filmzenei album 2003 novemberében jelent meg a New Line Records kiadásában.

### Számlista[10]
| 1.      | Pennies From Heaven                   | Louis Prima                   | 2:21 |
| 2.      | Sleigh Ride                           | Ella Fitzgerald               | 2:57 |
| 3.      | Let It Snow, Let It Snow, Let It Snow | Lena Horne                    | 2:25 |
| 4.      | Medley                                | Les Baxter Ferrante & Teicher | 4:24 |
| 5.      | Baby It's Cold Outside                | Zooey Deschanel Leon Redbone  | 3:32 |
| 6.      | Jingle Bells                          | Jim Reeves                    | 1:49 |
| 7.      | Nutcracker Suite                      | Brian Setzer                  | 7:12 |
| 8.      | Christmas Island                      | Leon Redbone                  | 2:59 |
| 9.      | Santa Baby                            | Eartha Kitt                   | 3:26 |
| 10.     | Winter Wonderland                     | Leon Redbone                  | 2:29 |
| 11.     | Santa Claus Is Coming to Town         | Eddy Arnold                   | 1:53 |
| 12.     | Nothing From Nothing                  | Billy Preston                 | 2:36 |
| 38 perc |                                       |                               |      |

## Érdekességek[11]
- A vattapamacs, amit Kópé befal az orvosi rendelőben, igazából festetlen vattacukor.
- Will Ferellnek egész forgatás alatt fájt a feje a megevett cukormennyiség miatt.
- A jelenetet, amikor a plázai hamis Télapó üldözi Kópét, csak egyszer lehetett felvenni, mert a legóépítményeket túl nehéz lett volna újra felépíteni.
- Azt a jelenetet, amikor Kópé cukorkás-süteményes spagettit eszik, kétszer kellett felvenni, mert Will Ferrell hányni kezdett a cukortól.
- Will Ferrell testvére, Patrick egy Empire State Building-i biztonsági őrt játszik a filmben.
- Amikor a film forgatókönyve először felbukkant, még úgy volt, hogy Jim Carrey fogja játszani a főszerepet.
- A film folytatásának lehetősége elbukott, mikor Ferrell visszautasította, hogy ismét eljátssza Kópé szerepét.
- A filmet előadásként is adták a Broadwayn. 2010 novemberétől 2011 januárjáig játszották.